# Paramphilochus parachelatus
Paramphilochus parachelatus is een vlokreeftensoort uit de familie van de Amphilochidae. De wetenschappelijke naam van de soort is voor het eerst geldig gepubliceerd in 1986 door Ishimaru & Ikehara.